# Euoplozoum cirratum
Euoplozoum cirratum är en mossdjursart som först beskrevs av Busk 1884.  Euoplozoum cirratum ingår i släktet Euoplozoum och familjen Euoplozoidae. Inga underarter finns listade i Catalogue of Life.